# Karel Heim
Karel Heim (8. července 1939 Praha – 6. prosince 2018) byl český hokejový útočník.

## Hokejová kariéra
Do TJ Gottwaldov přišel jako posila z Tatry Smíchov v létě 1960, kdy klub postoupil poprvé do nejvyšší soutěže. V československé lize nastoupil ve 288 utkáních, dal 100 ligových gólů a měl 65 asistencí. Kariéru končil v nižší soutěži za TJ Zbrojovka Vsetín.

## Klubové statistiky
| Sezona    | Klub          | Soutěž  | Základní část | Základní část | Základní část | Základní část | Základní část |
| Sezona    | Klub          | Soutěž  | Z             | G             | A             | B             | TM            |
| --------- | ------------- | ------- | ------------- | ------------- | ------------- | ------------- | ------------- |
| 1960/1961 | TJ Gottwaldov | 1. liga | 30            | 13            | 5             | 16            |               |
| 1961/1962 | TJ Gottwaldov | 1. liga | -             | -             | -             | -             |               |
| 1962/1963 | TJ Gottwaldov | 1. liga | -             | -             | -             | -             |               |
| 1963/1964 | TJ Gottwaldov | 1. liga | 28            | 13            | 5             | 6             |               |
| 1964/1965 | TJ Gottwaldov | 1. liga | 29            | 10            | 5             | 14            |               |
| 1965/1966 | TJ Gottwaldov | 1. liga | 35            | 11            | 9             | 8             |               |
| 1966/1967 | TJ Gottwaldov | 1. liga | 34            | 15            | 14            | 4             |               |
| 1967/1968 | TJ Gottwaldov | 1. liga | 34            | 11            | 5             | -             |               |
| 1968/1969 | TJ Gottwaldov | 1. liga | 36            | 13            | 10            | 23            | -             |
| 1969/1970 | TJ Gottwaldov | 1. liga | 34            | 11            | 8             | 19            | -             |
| 1970/1971 | TJ Gottwaldov | 2. liga | -             | -             | -             | -             | -             |
| 1971/1972 | TJ Gottwaldov | 1. liga | 28            | 3             | 4             | 7             | -             |
| 1972/1973 | TJ Gottwaldov | 2. liga | -             | -             | -             | -             | -             |
| 1973/1974 | TJ Gottwaldov | 2. liga | -             | -             | -             | -             | -             |